# Lohheide
Lohheide – okręg wolny administracyjnie (gemeindefreier Bezirk) w Niemczech w kraju związkowym Dolna Saksonia, w powiecie Celle. Obszar zamieszkują 802 osoby. 